# Linnaemya dumonti
Linnaemya dumonti är en tvåvingeart som beskrevs av Louis-Paul Mesnil 1971. Linnaemya dumonti ingår i släktet Linnaemya och familjen parasitflugor. Inga underarter finns listade i Catalogue of Life.